# Цефуроксим
Цефуроксим (англ. Cefuroxime) — антибиотик, цефалоспорин второго поколения, известный также как Аксетин, Зиннат, Зинацеф, Кимацеф, Мегасеф, Селецеф, Цефтин, Цефрус. Компания GlaxoSmithKline распространяет антибиотик в США под торговой маркой Цефтин, в Великобритании, России, Израиле, Австралии, Венгрии и других странах под названием Зиннат.
Препарат выпускается в форме таблеток белого цвета, содержащих 125, 250 или 500 мг действующего вещества цефуроксима аксетила, а также в виде гранул для приготовления суспензии для приёма внутрь, порошка для приготовления раствора для внутривенного введения, порошка для приготовления раствора для внутривенного и внутримышечного введения.

## Фармакологические свойства
Цефалоспориновый антибиотик второго поколения для перорального и парентерального применения. Действует бактерицидно (нарушает синтез клеточной стенки бактерий). Обладает широким спектром противомикробного действия. Высокоактивен в отношении 
- грамположительных микроорганизмов, включая штаммы, устойчивые к пенициллинам (за исключением штаммов, резистентных к метициллину),
- Staphylococcus aureus,
- Streptococcus pyogenes (и др. бета-гемолитические стрептококки), Streptococcus pneumoniae,
- Streptococcus группы В (Streptococcus agalactiae),
- Streptococcus mitis (группы viridans),
- Bordetella pertussis, большинство Clostridium spp.); грамотрицательных микроорганизмов (Escherichia coli, Klebsiella spp., Proteus mirabilis, Providencia spp., Proteus rettgeri, Haemophilus influenzae, включая штаммы, резистентные к ампициллину; Haemophilus parainfluenzae, включая штаммы, резистентные к ампициллину;
- Moraxella catarrhalis, Neisseria gonorrhoeae, включая штаммы, продуцирующие и не продуцирующие пенициллиназу, Neisseria meningitidis, Salmonella spp., Borrelia burgdorferi;
- грамположительных и грамотрицательных анаэробов (Peptococcus spp., Peptostreptococcus spp., Fusobacterium spp., Propionibacterium spp.).

К цефуроксиму нечувствительны: 
- Clostridium difficile,
- Pseudomonas spp.,
- Campylobacter spp.,
- Acinetobacter calcoaceticus,
- Listeria monocytogenes,
- устойчивые к метициллину штаммы Staphylococcus aureus, Staphylococcus epidermidis, Legionella spp., Streptococcus (Enterococcus) faecalis, Morganella morganii, Proteus vulgaris, Enterobacter spp., Citrobacter spp., Serratia spp., Bacteroides fragilis.

## Фармакокинетика

### Парентеральное введение
После в/м введения 750 мг Cmax достигается через 15-60 мин и составляет 27 мкг/мл. При в/в введении 0.75 и 1.5 г Cmax через 15 мин составляет 50 и 100 мкг/мл соответственно. Терапевтическая концентрация сохраняется 5.3 и 8 ч соответственно. T1/2 при в/в и в/м введении — 1.3-1.5 ч, у новорожденных детей — 2-2.5 ч. Связь с белками плазмы — 33-50 %. Не метаболизируется в печени. Выводится почками путём клубочковой фильтрации и канальцевой секреции 85-90 % в неизмененном виде в течение 8 ч (большая часть препарата выводится в течение первых 6 ч, создавая при этом высокие концентрации в моче); через 24 ч выводится полностью (50 % — путём канальцевой секреции, 50 % — путём клубочковой фильтрации). Терапевтические концентрации регистрируются в плевральной жидкости, желчи, мокроте, миокарде, коже и мягких тканях. Концентрации цефуроксима, превышающие МПК для большинства микроорганизмов, могут быть достигнуты в костной ткани, синовиальной и внутриглазной жидкостях. При менингите проникает через ГЭБ. Проходит через плаценту и проникает в грудное молоко.

### Пероральный приём
Хорошо всасывается и быстро гидролизуется в слизистой оболочке кишечника, распределяется в экстрацеллюлярной жидкости. Биодоступность после еды повышается (до 37-52 %). Cmax в плазме создается после применения таблеток через 2,5-3 часа, суспензии — 2,5-3,5 часа, T1/2 — 1,2-1,3 и 1,4-1,9 часов соответственно. Выводится в неизмененном виде почками: у взрослых 50 % дозы — через 12 часов. При нарушении функции почек T1/2 удлиняется.

## Показания
Бактериальные инфекции, вызванные чувствительными микроорганизмами: 
- заболевания дыхательных путей (бронхит, пневмония, абсцесс лёгких, эмпиема плевры и др.),
- ЛОР-органов (синусит, тонзиллит, фарингит, отит и др.),
- мочевыводящих путей (пиелонефрит, цистит, бессимптомная бактериурия, гонорея и др.),
- кожи и мягких тканей (рожа, пиодермия, импетиго, фурункулёз, флегмона, раневая инфекция, эризипелоид и др.), костей и суставов (остеомиелит, септический артрит и др.),
- органов малого таза (эндометрит, аднексит, цервицит), сепсис, менингит, болезнь Лайма (боррелиоз),
- профилактика инфекционных осложнений при операциях на органах грудной клетки, брюшной полости, таза, суставов (в том числе при операциях на лёгких, сердце, пищеводе, в сосудистой хирургии при высокой степени риска инфекционных осложнений, при ортопедических операциях).

## Противопоказания
Гиперчувствительность (в том числе к др. цефалоспоринам, пенициллинам и карбапенемам). 
C осторожностью:
- Период новорожденности, недоношенность, ХПН,
- кровотечения и заболевания ЖКТ (в том числе в анамнезе, неспецифический язвенный колит),
- ослабленные и истощенные пациенты,
- беременность, период лактации.

## Режим дозирования
В/м, в/в или внутрь. В/в и в/м взрослым назначают по 750 мг 3 раза в сутки; при инфекциях тяжелого течения — дозу увеличивают до 1500 мг 3-4 раза в сутки (при необходимости интервал между введениями может быть сокращен до 6 ч). Средняя суточная доза — 3-6 г. Детям назначают по 30-100 мг/кг/сут в 3-4 приёма. При большинстве инфекций оптимальная доза составляет 60 мг/кг/сут. Новорожденным и детям до 3 мес назначают 30 мг/кг/сут в 2-3 приёма. При гонорее — в/м, 1500 мг однократно (или в виде 2 инъекций по 750 мг с введением в разные области, например в обе ягодичные мышцы). При бактериальном менингите — в/в, по 3 г каждые 8 ч; детям младшего и старшего возраста — 150—250 мг/кг/сут в 3-4 приёма, новорожденным — 100 мг/кг/сут. При операциях на брюшной полости, органах таза и при ортопедических операциях — в/в, 1500 мг при индукции анестезии, затем дополнительно — в/м, 750 мг, через 8 и 16 ч после операции. При операциях на сердце, лёгких, пищеводе и сосудах — в/в, 1500 мг при индукции анестезии, затем — в/м, по 750 мг 3 раза в сутки в течение последующих 24-48 ч. При пневмонии — в/м или в/в, по 1500 мг 2-3 раза в сутки в течение 48-72 ч, затем переходят на приём внутрь, по 500 мг 2 раза в сутки в течение 7-10 дней. При обострении хронического бронхита назначают в/м или в/в, по 750 мг 2-3 раза в сутки в течение 48-72 ч, затем переходят на приём внутрь, по 500 мг 2 раза в сутки в течение 5-10 дней. При ХПН необходима коррекция режима дозирования: при КК 10-20 мл/мин назначают в/в или в/м по 750 мг 2 раза в сутки, при КК менее 10 мл/мин — по 750 мг 1 раз в сутки. Пациентам, находящимся на непрерывном гемодиализе с использованием артериовенозного шунта или на гемофильтрации высокой скорости в отделениях интенсивной терапии, назначают 750 мг 2 раза в сутки; для пациентов, находящихся на гемофильтрации низкой скорости, назначают дозы, рекомендуемые при нарушении функции почек.

## Побочные эффекты
- Аллергические реакции: 
  - озноб, сыпь, зуд, крапивница, редко — мультиформная экссудативная эритема (в том числе синдром Стивенса-Джонсона), бронхоспазм, анафилактический шок. Местные реакции: раздражение, инфильтрат и боль в месте введения, флебит.

- Со стороны мочеполовой системы: 
  - зуд в промежности, вагинит.

- Со стороны ЦНС: 
  - судороги

- Со стороны мочевыделительной системы: 
  - нарушение функции почек, дизурия.

- Со стороны пищеварительной системы: 
  - диарея, тошнота, рвота, спазмы и боль в животе, изъязвления слизистой оболочки полости рта, кандидоз полости рта, редко — псевдомембранозный энтероколит.

- Со стороны органов чувств: 
  - снижение слуха.

- Со стороны органов кроветворения
  - гемолитическая анемия. Лабораторные показатели: повышение активности «печеночных» ферментов, ЩФ, ЛДГ, гипербилирубинемия.

Передозировка.
Симптомы: возбуждение ЦНС, судороги. 
Лечение: назначение противоэпилептических ЛС, контроль и поддержание жизненно важных функций организма, гемодиализ и перитонеальный диализ.

## Взаимодействие
Одновременное пероральное назначение «петлевых» диуретиков замедляет канальцевую секрецию, снижает почечный клиренс, повышает концентрацию в плазме и увеличивает T1/2 цефуроксима. При одновременном применении с аминогликозидами и диуретиками повышается риск возникновения нефротоксических эффектов. ЛС, снижающие кислотность желудочного сока, уменьшают всасывание цефуроксима и его биодоступность. Фармацевтически совместим с водными растворами, содержащими до 1 % лидокаина гидрохлорида, 0,9 % раствором NaCl, 5 и 10 % раствором декстрозы, 0,18 % раствором NaCl и 4 % раствором декстрозы, 5 % раствором декстрозы и 0,9 % раствором NaCl, раствором Рингера, раствором Хартмана, раствором натрия лактата, гепарином (10 ЕД/мл и 50 ЕД/мл) в 0,9 % растворе NaCl. Фармацевтически несовместим с аминогликозидами, раствором натрия гидрокарбоната 2,74 %.

## Особые указания
Пациенты, имевшие в анамнезе аллергические реакции на пенициллины, могут иметь гиперчувствительность к цефалоспориновым антибиотикам. В процессе лечения необходим контроль функции почек, особенно у больных, получающих препарат в высоких дозах. Лечение продолжают в течение 48-72 ч после исчезновения симптомов, в случае инфекций, вызванных Streptococcus pyogenes, курс лечения — не менее 7-10 дней. Во время лечения возможна ложноположительная прямая реакция Кумбса и ложноположительная реакция мочи на глюкозу. Готовый к употреблению раствор можно хранить при комнатной температуре в течение 7 ч, в холодильнике — в течение 48 ч. Допускается применение пожелтевшего за время хранения раствора. У пациентов, получающих цефуроксим, при определении концентрации глюкозы в крови рекомендуют использовать тесты с глюкозооксидазой или гексокиназой. При переходе от парентерального введения к приёму внутрь следует учитывать тяжесть инфекции, чувствительность микроорганизмов и общее состояние пациента. Если через 72 ч после приёма цефуроксима внутрь не отмечается улучшения, необходимо продолжить парентеральное введение.